# José Humberto Ocariz
José Humberto Ocariz Espinel (1 de octubre de 1919 - 8 de marzo de 2016) fue un médico, profesor universitario, escritor y compositor musical venezolano, uno de los pioneros en la disciplina de la gastroenterología en los programas de estudio de Medicina en Venezuela.
Introdujo en Venezuela el uso de técnicas de laparoscopia sobre la cual publicó un manual en 1956, probablemente la primera obra que sobre este tema se divulgara en idioma español.

## Carrera profesional
Nació en la hacienda «La Argelia», próxima a Las Dantas, en el actual Municipio Bolívar del estado Táchira. Cursó educación primaria en Rubio, estado Táchira y obtuvo el título de bachiller en el Liceo Fermín Toro de Caracas en 1937. Sus estudios de Medicina los realizó en la  Universidad de Los Andes y en la Universidad Central de Venezuela. En esta última recibió el título de Doctor en Ciencias Médicas en 1943 para lo cual presentó la tesis “El Shock Obstétrico”. Inició su carrera profesional como médico rural en la población de La Azulita  del Estado Mérida donde fundó el hospital “Tulio Febres Cordero”, luego trabajaría en Zea y Tovar. A partir de 1945 se integró como profesor de Patología Médica en la Facultad de Medicina de la Universidad de Los Andes en Mérida y al Hospital Universitario de los Andes en la misma ciudad. En 1953 viaja a Europa donde realiza estudios de postgrado, obteniendo el diploma conferido en 1955 por la Escuela de Patología Digestiva del Hospital de la Santa Cruz y San Pablo de Barcelona, España. En 1957, Ocariz crea la Cátedra de Gastroenterología como parte de los servicios del Hospital Universitario de Mérida. A principios de los años sesenta realizó estudios en instituciones de Alemania y Reino Unido especializadas en patología digestiva. Toda su vida profesoral en la cual alcanzó el rango de Profesor Titular y como facultativo, la cumplió en la ciudad de Mérida hasta cuando fuera jubilado por la Universidad de los Andes.

## Escritor y músico
Ocariz desarrolló una importante actividad como escritor, tanto de temas de especialidades médicas, como de poesía, crónica y muy especialmente cultivó el género oratorio. Se le considera el padre de la expresión “tachiraneidad” para referirse a las especificidades culturales del tachirense.
Varias decenas de sus trabajos científicos han sido publicados en revistas especializadas. Entre sus obras publicadas se resaltan los libros:
- Manual de Laparoscopia (Mérida, coedición del Colegio de Médicos de Mérida y la Universidad de los Andes, 1956). Identificador en SERBIULA (enlace roto disponible en Internet Archive; véase el historial, la primera versión y la última).
- Tornaviaje   (Caracas, Biblioteca de Temas y Autores Tachirenses BTAT, 1979). Library of Congress CALL NUMBER: R482.V4 O26
- Molinos de Piedra (versos) (Ejido, Picongraf, 1981)
- Médicos Andinos (Mérida, ULA, 1986)
- Medicina y Política (Mérida, ULA, 1987) ISBN 9802211516
- La Tachiranidad (San Cristóbal, Publicaciones de ATARME, 1989)
- Apología del Engaño (San Cristóbal, ATACA, 1988)
- Medicina y Humanismo (Mérida, ULA, 1993)
- Autobiografía de un camino (San Cristóbal, LILA, 1994) ISBN 9803290592
- Crepusculares (Mérida, Editorial Venezolana, 2001)
- Atardecer (Mérida, Editorial Venezolana, 2001)
- Buenavista (Caracas, BTAT, 2009)

Desde 1960 ocupó espacio en las páginas de opinión de la prensa de la región andina venezolana en diarios como El Vigilante, Diario Frontera y Diario de Los Andes de Mérida, así como en el diario La Nación de San Cristóbal.
Su producción como compositor musical, formada por bambucos, pasodobles, pasillos y joropos, ha sido editada en varios discos y forma parte del repertorio de música andina venezolana, Su canción "Entre tu mata de pelo" es interpretada por uno de los personajes de la película Candelas en la Niebla de  Alberto Arverlo Mendoza.